# Kurzbahnweltmeisterschaften 2012
| Kurzbahnweltmeisterschaften 2012 | Kurzbahnweltmeisterschaften 2012 |
| -------------------------------- | -------------------------------- |
| Veranstaltungsort                | Istanbul                         |
| Teilnehmende Nationen            |                                  |
| Teilnehmende Athleten            |                                  |
| Entscheidungen                   | 40                               |
| Eröffnung                        | 12. Dezember 2012                |
| Abschluss                        | 16. Dezember 2012                |

| Medaillenspiegel | Medaillenspiegel       | Medaillenspiegel | Medaillenspiegel | Medaillenspiegel | Medaillenspiegel |
| Platz            | Land                   | G                | S                | B                | Gesamt           |
| ---------------- | ---------------------- | ---------------- | ---------------- | ---------------- | ---------------- |
| 1                | Vereinigte Staaten     | 11               | 8                | 8                | 27               |
| 2                | Volksrepublik China    | 3                | 5                | 3                | 11               |
| 3                | Ungarn                 | 3                | 4                | 3                | 10               |
| 4                | Dänemark               | 3                | 2                | 5                | 10               |
| 5                | Russland               | 2                | 3                | 4                | 9                |
| 6                | Italien                | 2                | 2                | -                | 4                |
| 7                | Deutschland            | 2                | 1                | 1                | 4                |
| 7                | Japan                  | 2                | 1                | 1                | 4                |
| 9                | Litauen                | 2                | 1                | -                | 3                |
| 10               | Australien             | 1                | 5                | 3                | 9                |
| 11               | Vereinigtes Königreich | 1                | 2                | 3                | 6                |
| 12               | Südafrika              | 1                | 1                | -                | 2                |
| 13               | Spanien                | 1                | -                | 2                | 3                |
| 14               | Brasilien              | 1                | -                | 1                | 2                |
| 14               | Neuseeland             | 1                | -                | 1                | 2                |
| 14               | Polen                  | 1                | -                | 1                | 2                |
| 17               | Belarus                | 1                | -                | -                | 1                |
| 17               | Norwegen               | 1                | -                | -                | 1                |
| 17               | Ukraine                | 1                | -                | -                | 1                |
| 20               | Jamaika                | -                | 2                | -                | 2                |
| 20               | Slowenien              | -                | 2                | -                | 2                |
| 22               | Frankreich             | -                | 1                | 1                | 2                |
| 23               | Tschechien             | -                | -                | 1                | 1                |
| 23               | Färöer                 | -                | -                | 1                | 1                |
| 23               | Trinidad und Tobago    | -                | -                | 1                | 1                |
| Total            | Total                  | 40               | 40               | 40               | 120              |

Die Kurzbahnweltmeisterschaften 2012 im Schwimmen fanden vom 12. bis 16. Dezember 2012 in Istanbul (Türkei) statt und wurden vom internationalen Schwimmverband FINA veranstaltet.

## Zeichenerklärung
- WR – Weltrekord
- ER – Europarekord
- CR – Weltmeisterschaftsrekord (Championship Record)

## Schwimmen Männer

### Freistil

#### 50 m Freistil
Finale am 14. Dezember 2012
| Platz | Land                | Athlet           | Zeit  |
| ----- | ------------------- | ---------------- | ----- |
| 1     | Russland            | Wladimir Morosow | 20,55 |
| 2     | Frankreich          | Florent Manaudou | 20,88 |
| 3     | Vereinigte Staaten  | Anthony Ervin    | 20,99 |
| 4     | Trinidad und Tobago | George Bovell    | 21,03 |
| 5     | Italien             | Marco Orsi       | 21,23 |
| 6     | Vereinigte Staaten  | Josh Schneider   | 21,38 |
| 7     | Ukraine             | Andrij Howorow   | 21,44 |
| 8     | Italien             | Federico Bocchia | 21,58 |

#### 100 m Freistil
Finale am 16. Dezember 2012
| Platz | Land                | Athlet                  | Zeit  |
| ----- | ------------------- | ----------------------- | ----- |
| 1     | Russland            | Wladimir Morosow        | 45,65 |
| 2     | Australien          | Tommaso D’Orsogna       | 46,80 |
| 3     | Russland            | Jewgeni Lagunow         | 46,81 |
| 4     | Italien             | Luca Dotto              | 46,84 |
| 5     | Vereinigte Staaten  | Matthew Grevers         | 47,05 |
| 6     | Vereinigte Staaten  | James Feigen            | 47,11 |
| 7     | Kuba                | Hanser Garcia Hernandez | 47,19 |
| 8     | Volksrepublik China | Lu Zhiwu                | 47,35 |

#### 200 m Freistil
Finale am 12. Dezember 2012
| Platz | Land               | Athlet                 | Zeit    |
| ----- | ------------------ | ---------------------- | ------- |
| 1     | Vereinigte Staaten | Ryan Lochte            | 1:41,92 |
| 2     | Deutschland        | Paul Biedermann        | 1:42,07 |
| 3     | Vereinigte Staaten | Conor Dwyer            | 1:43,78 |
| 4     | Australien         | Jarrod Killey          | 1:44,04 |
| 5     | Paraguay           | Benjamin Brusquetti    | 1:44,24 |
| 6     | Neuseeland         | Matthew Stanley        | 1:44,55 |
| 7     | Russland           | Wiatcheslav Andrusenko | 1:44,68 |
| 8     | Deutschland        | Dimitri Colupaew       | 1:45,38 |

#### 400 m Freistil
Finale am 14. Dezember 2012
| Platz | Land                | Athlet             | Zeit    |
| ----- | ------------------- | ------------------ | ------- |
| 1     | Deutschland         | Paul Biedermann    | 3:39,15 |
| 2     | Volksrepublik China | Hao Yun            | 3:39,48 |
| 3     | Dänemark            | Mads Glaesner      | 3:40,09 |
| 4     | Neuseeland          | Matthew Stanley    | 3:41,01 |
| 5     | Vereinigte Staaten  | Michael Klueh      | 3:41,29 |
| 6     | Färöer              | Pál Joensen        | 3:42,23 |
| 7     | Tunesien            | Ahmed Mathlouthi   | 3:42,48 |
| 8     | Dänemark            | Anders Lie Nielsen | 3:42,80 |

#### 1500 m Freistil
Finale am 16. Dezember 2012
| Platz | Land               | Athlet               | Zeit     |
| ----- | ------------------ | -------------------- | -------- |
| 1     | Dänemark           | Mads Glaesner        | 14:30,01 |
| 2     | Italien            | Gregorio Paltrinieri | 14:31,13 |
| 3     | Färöer             | Pál Joensen          | 14:36,93 |
| 4     | Polen              | Mateusz Sawrymowicz  | 14:38,29 |
| 5     | Australien         | Matthew Levings      | 14:40,05 |
| 6     | Vereinigte Staaten | Ryan Feeley          | 14:40,06 |
| 7     | Japan              | Yohei Takiguchi      | 14:40,16 |
| 8     | Australien         | Jordan Harrison      | 14:43,62 |

### Schmetterling

#### 50 m Schmetterling
Finale am 15. Dezember 2012
| Platz | Land                | Athlet             | Zeit     |
| ----- | ------------------- | ------------------ | -------- |
| 1     | Brasilien           | Nicholas Santos    | 22,22 CR |
| 2     | Südafrika           | Chad le Clos       | 22,26    |
| 3     | Vereinigte Staaten  | Tom Shields        | 22,46    |
| 4     | Frankreich          | Frédérick Bousquet | 22,61    |
| 5     | Volksrepublik China | Wu Peng            | 22,78    |
| 6     | Ukraine             | Andrij Howorow     | 22,85    |
| 7     | Niederlande         | Joeri Verlinden    | 22,90    |
| 8     | Slowenien           | Peter Mankoč       | 22,94    |

#### 100 m Schmetterling
Finale am 13. Dezember 2012
| Platz | Land               | Athlet             | Zeit     |
| ----- | ------------------ | ------------------ | -------- |
| 1     | Südafrika          | Chad le Clos       | 42,82 CR |
| 2     | Vereinigte Staaten | Tom Shields        | 49,54    |
| 3     | Vereinigte Staaten | Ryan Lochte        | 49,59    |
| 4     | Niederlande        | Joeri Verlinden    | 50,45    |
| 5     | Polen              | Konrad Czerniak    | 50,54    |
| 6     | Spanien            | Rafael Muñoz Pérez | 50,76    |
|       | Russland           | Nikolai Skworzow   |          |
| 8     | Ungarn             | László Cseh        | 50,93    |

#### 200 m Schmetterling
Finale am 16. Dezember 2012
| Platz | Land               | Athlet           | Zeit       |
| ----- | ------------------ | ---------------- | ---------- |
| 1     | Japan              | Kazuya Kaneda    | 1:51,01 CR |
| 2     | Ungarn             | László Cseh      | 1:51,66    |
| 3     | Russland           | Nikolai Skworzow | 1:52,33    |
| 4     | Japan              | Yuki Kobori      | 1:53,14    |
| 5     | Niederlande        | Joeri Verlinden  | 1:53,49    |
| 6     | Vereinigte Staaten | Robert Bollier   | 1:53,85    |
| 7     | Australien         | Grant Irvine     | 1:54,11    |
| 8     | Polen              | Michal Poprawa   | 1:54,20    |

### Rücken

#### 50 m Rücken
Finale am 15. Dezember 2012
| Platz | Land                | Athlet             | Zeit  |
| ----- | ------------------- | ------------------ | ----- |
| 1     | Australien          | Robert Hurley      | 23,04 |
| 2     | Vereinigte Staaten  | Matthew Grevers    | 23,17 |
| 3     | Russland            | Stanislaw Donez    | 23,19 |
| 4     | Brasilien           | Guilherme Guido    | 23,25 |
| 5     | Australien          | Ashley Delaney     | 23,42 |
| 6     | Volksrepublik China | Sun Xiaolei        | 23,43 |
| 7     | Brasilien           | Daniel Orzechowski | 23,47 |
| 8     | Türkei              | İskender Başlakov  | 23,49 |

#### 100 m Rücken
Finale am 13. Dezember 2012
| Platz | Land               | Athlet            | Zeit  |
| ----- | ------------------ | ----------------- | ----- |
| 1     | Vereinigte Staaten | Matthew Grevers   | 48,89 |
| 2     | Russland           | Stanislaw Donez   | 49,91 |
| 3     | Brasilien          | Guilherme Guido   | 50,50 |
| 4     | Australien         | Ashley Delaney    | 50,61 |
| 5     | Australien         | Robert Hurley     | 50,63 |
| 6     | Polen              | Radosław Kawęcki  | 50,75 |
| 7     | Türkei             | Iskender Baslakow | 50,76 |
| 8     | Deutschland        | Christian Diener  | 51,27 |

#### 200 m Rücken
Finale am 16. Dezember 2012
| Platz | Land               | Athlet           | Zeit    |
| ----- | ------------------ | ---------------- | ------- |
| 1     | Polen              | Radosław Kawęcki | 1:48,48 |
| 2     | Vereinigte Staaten | Ryan Lochte      | 1:48,50 |
| 3     | Vereinigte Staaten | Ryan Murphy      | 1:48,86 |
| 4     | Japan              | Kosuke Hagino    | 1:51,00 |
| 5     | Ungarn             | Péter Bernek     | 1:51,24 |
| 6     | Australien         | Ashley Delaney   | 1.51,51 |
| 7     | Australien         | Travis Mahoney   | 1:52,09 |
| 8     | Deutschland        | Christian Diener | 1:52,48 |

### Brust

#### 50 m Brust
Finale am 16. Dezember 2012
| Platz | Land               | Athlet             | Zeit  |
| ----- | ------------------ | ------------------ | ----- |
| 1     | Norwegen           | Aleksander Hetland | 26,30 |
| 2     | Slowenien          | Damir Dugonjič     | 26,32 |
| 3     | Frankreich         | Florent Manaudou   | 26,33 |
| 4     | Brasilien          | João Gomes Júnior  | 26,50 |
| 5     | Südafrika          | Giulio Zorzi       | 26,64 |
| 6     | Brasilien          | Felipe Lima        | 26,68 |
| 7     | Vereinigte Staaten | Kevin Cordes       | 26,79 |
| 8     | Russland           | Sergei Geibel      | 26,87 |

#### 100 m Brust
Finale am 13. Dezember 2012
| Platz | Land               | Athlet                   | Zeit  |
| ----- | ------------------ | ------------------------ | ----- |
| 1     | Italien            | Fabio Scozzoli           | 57,10 |
| 2     | Slowenien          | Damir Dugonjič           | 57,32 |
| 3     | Vereinigte Staaten | Kevin Cordes             | 57,83 |
| 4     | Estland            | Martti Aljand            | 57,85 |
| 5     | Vereinigte Staaten | Mihail Alexandrow        | 57,86 |
| 6     | Russland           | Wjatscheslaw Sinkewitsch | 57,88 |
| 7     | Japan              | Akihiro Yamaguchi        | 58,26 |
| 8     | Brasilien          | Felipe Lima              | 58,73 |

#### 200 m Brust
Finale am 14. Dezember 2012
| Platz | Land                   | Athlet                   | Zeit    |
| ----- | ---------------------- | ------------------------ | ------- |
| 1     | Ungarn                 | Dániel Gyurta            | 2:01,35 |
| 2     | Vereinigtes Königreich | Michael Jamieson         | 2:03,00 |
| 3     | Russland               | Wjatscheslaw Sinkewitsch | 2:03,08 |
| 4     | Japan                  | Akihiro Yamaguchi        | 2:03,23 |
| 5     | Vereinigtes Königreich | Andrew Willis            | 2:03,29 |
| 6     | Vereinigte Staaten     | Christopher Burckle      | 2:03,58 |
| 7     | Deutschland            | Marco Koch               | 2:03,68 |
| 8     | Japan                  | Yukihiro Takahashi       | 2:04,92 |

### Lagen

#### 100 m Lagen
Finale am 16. Dezember 2012
| Platz | Land                | Athlet        | Zeit                |
| ----- | ------------------- | ------------- | ------------------- |
| 1     | Vereinigte Staaten  | Ryan Lochte   | 51,21 (HF 50,71 WR) |
| 2     | Australien          | Kenneth To    | 51,38               |
| 3     | Trinidad und Tobago | George Bovell | 51,66               |
| 4     | Slowenien           | Peter Mankoč  | 52,51               |
| 5     | Schweden            | Simon Sjödin  | 52,63               |
| 6     | Vereinigte Staaten  | Conor Dwyer   | 52,83               |
| 7     | Japan               | Takurō Fujii  | 53,11               |
| 8     | Japan               | Daiya Seto    | 53,15               |

#### 200 m Lagen
Finale am 14. Dezember 2012
| Platz | Land               | Athlet         | Zeit       |
| ----- | ------------------ | -------------- | ---------- |
| 1     | Vereinigte Staaten | Ryan Lochte    | 1:49,63 WR |
| 2     | Japan              | Daiya Seto     | 1:52,80    |
| 3     | Ungarn             | László Cseh    | 1:52,89    |
| 4     | Australien         | Kenneth To     | 1:53,42    |
| 5     | Vereinigte Staaten | Conor Dwyer    | 1:53,99    |
| 6     | Japan              | Kosuke Hagino  | 1.54,08    |
| 7     | Portugal           | Diogo Carvalho | 1:55,63    |
| 8     | Schweden           | Simon Sjödin   | 1:56,31    |

#### 400 m Lagen
Finale am 13. Dezember 2012
| Platz | Land               | Athlet            | Zeit    |
| ----- | ------------------ | ----------------- | ------- |
| 1     | Japan              | Daiya Seto        | 3:59,15 |
| 2     | Ungarn             | László Cseh       | 4:00,50 |
| 3     | Ungarn             | Dávid Verrasztó   | 4:02,87 |
| 4     | Japan              | Kosuke Hagino     | 4:04,13 |
| 5     | Israel             | Gal Nevo          | 4:04,29 |
| 6     | Dänemark           | Chris Christensen | 4:06,81 |
| 7     | Vereinigte Staaten | Michael Weiss     | 4:07,67 |
| 8     | Portugal           | Diogo Carvalho    | 4:09,95 |

### Staffeln

#### Staffel 4 × 100 m Freistil
Finale am 12. Dezember 2012
| Platz | Land                | Athleten                                                            | Zeit    |
| ----- | ------------------- | ------------------------------------------------------------------- | ------- |
| 1     | Vereinigte Staaten  | - Anthony Ervin - Ryan Lochte - James Feigen - Matthew Grevers      | 3:06,40 |
| 2     | Italien             | - Luca Dotto - Marco Orsi - Michele Santucci - Filippo Magnini      | 3:07,07 |
| 3     | Australien          | - Tommaso D’Orsogna - Kyle Richardson - Travis Mahoney - Kenneth To | 3:07,27 |
| 4     | Russland            |                                                                     | 3:08,01 |
| 5     | Japan               |                                                                     | 3:09,15 |
| 6     | Brasilien           |                                                                     | 3:10,72 |
| 7     | Volksrepublik China |                                                                     | 3:12,66 |
| 8     | Türkei              |                                                                     | 3:13,73 |

#### Staffel 4 × 200 m Freistil
Finale am 13. Dezember 2012
| Platz | Land                   | Athleten                                                                       | Zeit    |
| ----- | ---------------------- | ------------------------------------------------------------------------------ | ------- |
| 1     | Vereinigte Staaten     | - Ryan Lochte - Conor Dwyer - Michael Klueh - Matthew McLean                   | 6:51,40 |
| 2     | Australien             | - Tommaso D’Orsogna - Jarrod Killey - Kyle Richardson - Robert Hurley          | 6:52,29 |
| 3     | Deutschland            | - Paul Biedermann - Dimitri Colupaev - Christoph Fildebrandt - Yannick Lebherz | 6:53,22 |
| 4     | Russland               |                                                                                | 6:56,97 |
| 5     | Italien                |                                                                                | 6:59,22 |
| 6     | Japan                  |                                                                                | 7:00,79 |
| 7     | Vereinigtes Königreich |                                                                                | 7:05,73 |
| 8     | Brasilien              |                                                                                | DSQ     |

#### Staffel 4 × 100 m Lagen
Finale am 16. Dezember 2012
| Platz | Land                | Athleten                                                                           | Zeit    |
| ----- | ------------------- | ---------------------------------------------------------------------------------- | ------- |
| 1     | Vereinigte Staaten  | - Matthew Grevers - Kevin Cordes - Tom Shields - Ryan Lochte                       | 3:21,03 |
| 2     | Russland            | - Stanislaw Donez - Wjatscheslaw Sinkewitsch - Nikolai Skworzow - Wladimir Morosow | 3:22,86 |
| 3     | Australien          | - Robert Hurley - Kenneth To - Grant Irvine - Tommaso D’Orsogna                    | 3:24,77 |
| 4     | Brasilien           |                                                                                    | 3:25,73 |
| 5     | Volksrepublik China |                                                                                    | 3:27,44 |
| 6     | Japan               |                                                                                    | 3:27,48 |
| 7     | Ungarn              |                                                                                    | DSQ     |
| 8     | Italien             |                                                                                    | DSQ     |

## Schwimmen Frauen

### Freistil

#### 50 m Freistil
Finale am 16. Dezember 2012
| Platz | Land                   | Athlet                   | Zeit  |
| ----- | ---------------------- | ------------------------ | ----- |
| 1     | Belarus                | Aljaksandra Herassimenja | 23,64 |
| 2     | Vereinigtes Königreich | Francesca Halsall        | 23,87 |
| 3     | Dänemark               | Jeanette Ottesen Gray    | 24,00 |
| 4     | Deutschland            | Britta Steffen           | 24,04 |
| 5     | Australien             | Marieke Guehrer          | 24,36 |
| 6     | Vereinigte Staaten     | Christine Magnuson       | 24,42 |
| 7     | Russland               | Svetlana Kniaginina      | 24,58 |
| 8     | Brasilien              | Flavia Cazziolato        | 24,83 |

#### 100 m Freistil
Finale am 14. Dezember 2012
| Platz | Land                | Athlet            | Zeit  |
| ----- | ------------------- | ----------------- | ----- |
| 1     | Deutschland         | Britta Steffen    | 52,31 |
| 2     | Vereinigte Staaten  | Megan Romano      | 52,48 |
| 3     | Volksrepublik China | Tang Yi           | 52,73 |
| 4     | Deutschland         | Daniela Schreiber | 53,05 |
| 5     | Australien          | Angie Bainbridge  | 53,09 |
| 6     | Schweden            | Michelle Coleman  | 53,45 |
| 7     | Vereinigte Staaten  | Jessica Hardy     | 53,52 |
| 8     | Schweden            | Louise Hansson    | 53,65 |

#### 200 m Freistil
Finale am 16. Dezember 2012
| Platz | Land               | Athlet            | Zeit    |
| ----- | ------------------ | ----------------- | ------- |
| 1     | Vereinigte Staaten | Allison Schmitt   | 1:53,59 |
| 2     | Ungarn             | Katinka Hosszú    | 1:54,31 |
| 3     | Spanien            | Melanie Costa     | 1:54,45 |
| 4     | Australien         | Angie Bainbridge  | 1:54,66 |
| 5     | Russland           | Weronika Popowa   | 1:54,68 |
| 6     | Japan              | Haruka Ueda       | 1:55,05 |
| 7     | Ungarn             | Zsuzsanna Jakabos | 1:55,13 |
| 8     | Neuseeland         | Lauren Boyle      | 1:57,27 |

#### 400 m Freistil
Finale am 14. Dezember 2012
| Platz | Land                   | Athlet           | Zeit    |
| ----- | ---------------------- | ---------------- | ------- |
| 1     | Spanien                | Melanie Costa    | 4:01,18 |
| 2     | Vereinigte Staaten     | Chloe Sutton     | 4:01,20 |
| 3     | Neuseeland             | Lauren Boyle     | 4:01,24 |
| 4     | Russland               | Jelena Sokolowa  | 4:01,49 |
| 5     | Vereinigtes Königreich | Jazmin Carlin    | 4:02,45 |
| 6     | Australien             | Angie Bainbridge | 4:04,07 |
| 7     | Volksrepublik China    | Zhou Lili        | 4:04,87 |
| 8     | Spanien                | Erika Villaécija | 4:05,78 |

#### 800 m Freistil
Finale am 13. Dezember 2012
| Platz | Land                   | Athlet           | Zeit    |
| ----- | ---------------------- | ---------------- | ------- |
| 1     | Neuseeland             | Lauren Boyle     | 8:08,62 |
| 2     | Dänemark               | Lotte Friis      | 8:10,99 |
| 3     | Vereinigte Staaten     | Chloe Sutton     | 8:15,53 |
| 4     | Vereinigtes Königreich | Hannah Miley     | 8:16,09 |
| 5     | Spanien                | Erika Villaécija | 8:16,90 |
| 6     | Vereinigte Staaten     | Rebecca Mann     | 8:19,27 |
| 7     | Volksrepublik China    | Xu Danlu         | 8:22,88 |
| 8     | Vereinigtes Königreich | Eleanor Faulkner | 8:22,96 |

### Schmetterling

#### 50 m Schmetterling
Finale am 14. Dezember 2012
| Platz | Land                | Athlet                | Zeit  |
| ----- | ------------------- | --------------------- | ----- |
| 1     | Volksrepublik China | Lu Ying               | 25,14 |
| 2     | Volksrepublik China | Jiao Liuyang          | 25,23 |
| 3     | Dänemark            | Jeanette Ottesen Gray | 25,55 |
| 4     | Kanada              | Noemie Thomas         | 25,60 |
| 5     | Vereinigte Staaten  | Christine Magnuson    | 25,70 |
| 6     | Vereinigte Staaten  | Claire Donahue        | 25,88 |
| 7     | Polen               | Anna Dowgiert         | 25,90 |
| 8     | Estland             | Triin Aljand          | 26,01 |

#### 100 m Schmetterling
Finale am 16. Dezember 2012
| Platz | Land                   | Athlet           | Zeit  |
| ----- | ---------------------- | ---------------- | ----- |
| 1     | Italien                | Ilaria Bianchi   | 56,13 |
| 2     | Volksrepublik China    | Liu Zige         | 56,58 |
| 3     | Vereinigtes Königreich | Jemma Lowe       | 56,66 |
| 4     | Kanada                 | Noemie Thomas    | 56,92 |
| 5     | Vereinigte Staaten     | Claire Donahue   | 57,00 |
| 6     | Vereinigte Staaten     | Kathleen Hersey  | 57,35 |
| 7     | Italien                | Silvia Di Pietro | 58,14 |
| 8     | Brasilien              | Daynara de Paula | 59,64 |

#### 200 m Schmetterling
Finale am 12. Dezember 2012
| Platz | Land                   | Athlet          | Zeit       |
| ----- | ---------------------- | --------------- | ---------- |
| 1     | Ungarn                 | Katinka Hosszú  | 2:02,20 CR |
| 2     | Volksrepublik China    | Jiao Liuyang    | 2:02,28    |
| 3     | Vereinigtes Königreich | Jemma Lowe      | 2:03,19    |
| 4     | Volksrepublik China    | Liu Zige        | 2:03,99    |
| 5     | Vereinigte Staaten     | Kathleen Hersey | 2:05,90    |
| 6     | Kanada                 | Katerine Savard | 2:06,56    |
| 7     | Japan                  | Kona Fujita     | 2:06,57    |
| 8     | Japan                  | Nao Kobayashi   | 2:08,95    |

### Rücken

#### 50 m Rücken
Finale am 16. Dezember 2012
| Platz | Land                   | Athlet               | Zeit     |
| ----- | ---------------------- | -------------------- | -------- |
| 1     | Volksrepublik China    | Zhao Jing            | 25,95 CR |
| 2     | Vereinigte Staaten     | Olivia Smoliga       | 26,13    |
| 3     | Polen                  | Aleksandra Urbańczyk | 26,50    |
| 4     | Vereinigtes Königreich | Georgia Davies       | 26,56    |
| 5     | Tschechien             | Simona Baumrtová     | 26,61    |
| 6     | Australien             | Rachel Goh           | 26,91    |
| 7     | Brasilien              | Fabiola Molina       | 26,97    |
| 8     | Australien             | Grace Loh            | 27,45    |

#### 100 m Rücken
Finale am 13. Dezember 2012
| Platz | Land                   | Athlet                 | Zeit  |
| ----- | ---------------------- | ---------------------- | ----- |
| 1     | Vereinigte Staaten     | Olivia Smoliga         | 56,64 |
| 2     | Dänemark               | Mie Østergaard Nielsen | 57,07 |
| 3     | Tschechien             | Simona Baumrtová       | 57,18 |
| 4     | Australien             | Rachel Goh             | 57,31 |
| 5     | Vereinigtes Königreich | Georgia Davies         | 57,32 |
| 6     | Australien             | Grace Loh              | 57,34 |
| 7     | Ukraine                | Daryna Sewina          | 57,67 |
| 8     | Spanien                | Duane Da Rocha Marce   | 58,14 |

#### 200 m Rücken
Finale am 14. Dezember 2012
| Platz | Land                   | Athlet               | Zeit    |
| ----- | ---------------------- | -------------------- | ------- |
| 1     | Ukraine                | Daryna Sewina        | 2:02,24 |
| 2     | Vereinigte Staaten     | Bonnie Brandon       | 2:03,19 |
| 3     | Spanien                | Duane Da Rocha Marce | 2:04,15 |
| 4     | Japan                  | Marie Kamimura       | 2:04,22 |
| 5     | Vereinigtes Königreich | Elizabeth Simmonds   | 2:04,55 |
| 6     | Neuseeland             | Melissa Ingram       | 2:05,45 |
| 7     | Tschechien             | Simona Baumrtová     | 2:05,49 |
| 8     | Slowenien              | Anja Carman          | 2:05,62 |

### Brust

#### 50 m Brust
Finale am 13. Dezember 2012
| Platz | Land                | Athlet                | Zeit     |
| ----- | ------------------- | --------------------- | -------- |
| 1     | Litauen             | Rūta Meilutytė        | 29,44 ER |
| 2     | Jamaika             | Alia Atkinson         | 29,67    |
| 3     | Australien          | Sarah Katsoulis       | 29,94    |
| 4     | Dänemark            | Rikke Møller Pedersen | 30,00    |
| 5     | Vereinigte Staaten  | Jessica Hardy         | 30,01    |
| 6     | Tschechien          | Petra Chocova         | 30,10    |
| 7     | Schweden            | Rebecca Ejdervik      | 30,12    |
| 8     | Volksrepublik China | Zhao Jin              | 30,43    |

#### 100 m Brust
Finale am 15. Dezember 2012
| Platz | Land               | Athlet                | Zeit       |
| ----- | ------------------ | --------------------- | ---------- |
| 1     | Litauen            | Rūta Meilutytė        | 1:03,52 ER |
| 2     | Jamaika            | Alia Atkinson         | 1:03,80    |
| 3     | Dänemark           | Rikke Møller Pedersen | 1:04,05    |
| 4     | Australien         | Sarah Katsoulis       | 1:05,01    |
| 5     | Vereinigte Staaten | Jessica Hardy         | 1:05,08    |
| 6     | Schweden           | Jennie Johansson      | 1:05,62    |
| 7     | Schweden           | Rebecca Ejdervik      | 1:06,07    |
| 8     | Tschechien         | Petra Chocova         | 1:06,12    |

#### 200 m Brust
Finale am 16. Dezember 2012
| Platz | Land               | Athlet                | Zeit       |
| ----- | ------------------ | --------------------- | ---------- |
| 1     | Dänemark           | Rikke Møller Pedersen | 2:16,08 ER |
| 2     | Vereinigte Staaten | Laura Sogar           | 2:16,93    |
| 3     | Japan              | Kanako Watanabe       | 2:19,39    |
| 4     | Russland           | Marija Temnikowa      | 2:19,76    |
| 5     | Vereinigte Staaten | Andrea Kropp          | 2:20,08    |
| 6     | Kanada             | Martha McCabe         | 2:20,70    |
| 7     | Kanada             | Tera van Beilen       | 2:21,11    |
| 8     | Jamaika            | Alia Atkinson         | 2:21,64    |

### Lagen

#### 100 m Lagen
Finale am 14. Dezember 2012
| Platz | Land                   | Athlet                   | Zeit     |
| ----- | ---------------------- | ------------------------ | -------- |
| 1     | Ungarn                 | Katinka Hosszú           | 58,49 CR |
| 2     | Litauen                | Rūta Meilutytė           | 58,79    |
| 3     | Volksrepublik China    | Zhao Jing                | 58,80    |
| 4     | Jamaika                | Alia Atkinson            | 58,85    |
| 5     | Belarus                | Aljaksandra Herassimenja | 58,94    |
| 6     | Vereinigtes Königreich | Sophie Allen             | 59,03    |
| 7     | Ungarn                 | Zsuzsanna Jakabos        | 59,41    |
| 8     | Deutschland            | Theresa Michalak         | 59,68    |

#### 200 m Lagen
Finale am 15. Dezember 2012
| Platz | Land                   | Athlet            | Zeit       |
| ----- | ---------------------- | ----------------- | ---------- |
| 1     | Volksrepublik China    | Ye Shiwen         | 2:04,64 CR |
| 2     | Ungarn                 | Katinka Hosszú    | 2:04,72    |
| 3     | Vereinigtes Königreich | Hannah Miley      | 2:07,12    |
| 4     | Ungarn                 | Zsuzsanna Jakabos | 2:07,36    |
| 5     | Vereinigte Staaten     | Madeline Dirado   | 2:07,77    |
| 6     | Vereinigte Staaten     | Melanie Margalis  | 2:08,63    |
| 7     | Vereinigtes Königreich | Sophie Allen      | 2:09,16    |
| 8     | Ukraine                | Hanna Dserkal     | 2:11,66    |

#### 400 m Lagen
Finale am 12. Dezember 2012
| Platz | Land                   | Athlet            | Zeit       |
| ----- | ---------------------- | ----------------- | ---------- |
| 1     | Vereinigtes Königreich | Hannah Miley      | 4:23,14 CR |
| 2     | Volksrepublik China    | Ye Shiwen         | 4:23,33    |
| 3     | Ungarn                 | Katinka Hosszú    | 4:25,95    |
| 4     | Ungarn                 | Zsuzsanna Jakabos | 4:26,99    |
| 5     | Vereinigte Staaten     | Madeline Dirado   | 4:28,55    |
| 6     | Japan                  | Miho Takahashi    | 4:31,55    |
| 7     | Japan                  | Emu Higuchi       | 4:35,95    |
| 8     | Tschechien             | Barbora Závadová  | 4:37,30    |

### Staffeln

#### Staffel 4 × 100 m Freistil
Finale am 15. Dezember 2012
| Platz | Land                   | Athleten                                                                            | Zeit    |
| ----- | ---------------------- | ----------------------------------------------------------------------------------- | ------- |
| 1     | Vereinigte Staaten     | - Megan Romano - Jessica Hardy - Lia Neal - Allison Schmitt                         | 3:31,01 |
| 2     | Australien             | - Angie Bainbridge - Marieke Guehrer - Brianna Throssell - Sally Foster             | 3:32,90 |
| 3     | Dänemark               | - Mie Østergaard Nielsen - Pernille Blume - Kelly Rasmussen - Jeanette Ottesen Gray | 3:33,51 |
| 4     | Volksrepublik China    |                                                                                     | 3:36,22 |
| 5     | Russland               |                                                                                     | 3:36,72 |
| 6     | Brasilien              |                                                                                     | 3:37,05 |
| 7     | Japan                  |                                                                                     | 3:37,91 |
| 8     | Vereinigtes Königreich |                                                                                     | 3:38,23 |

#### Staffel 4 × 200 m Freistil
Finale am 12. Dezember 2012
| Platz | Land                   | Athleten                                                               | Zeit    |
| ----- | ---------------------- | ---------------------------------------------------------------------- | ------- |
| 1     | Vereinigte Staaten     | - Megan Romano - Chelsea Chenault - Shannon Vreeland - Allison Schmitt | 7:39,25 |
| 2     | Russland               | - Weronika Popowa - Jelena Sokolowa - Darja Beljakina - Ksenia Yuskowa | 7:42,77 |
| 3     | Volksrepublik China    | - Qiu Yuhan - Pang Jiaying - Guo Junjun - Tang Yi                      | 7:43,26 |
| 4     | Ungarn                 |                                                                        | 7:44,70 |
| 5     | Vereinigtes Königreich |                                                                        | 7:45,85 |
| 6     | Italien                |                                                                        | 7:46,01 |
| 7     | Dänemark               |                                                                        | 7:47,04 |
| 8     | Japan                  |                                                                        | 7:51,96 |

#### Staffel 4 × 100 m Lagen
Finale am 14. Dezember 2012
| Platz | Land                   | Athleten                                                                                  | Zeit    |
| ----- | ---------------------- | ----------------------------------------------------------------------------------------- | ------- |
| 1     | Dänemark               | - Mie Østergaard Nielsen - Rikke Møller Pedersen - Jeanette Ottesen Gray - Pernille Blume | 3:49,87 |
| 2     | Australien             | - Rachel Goh - Sarah Katsoulis - Marieke Guehrer - Angie Bainbridge                       | 3:50,88 |
| 3     | Vereinigte Staaten     | - Olivia Smoliga - Jessica Hardy - Claire Donahue - Megan Romano                          | 3:51,43 |
| 4     | Vereinigtes Königreich |                                                                                           | 3:51,85 |
| 5     | Volksrepublik China    |                                                                                           | 3:52,53 |
| 6     | Japan                  |                                                                                           | 3:54,73 |
| 7     | Italien                |                                                                                           | 3:56,12 |
| 8     | Deutschland            |                                                                                           | 3:56,85 |